# Каховка
Каховка (на украински: Каховка) е град в Южна Украйна, Каховски район на Херсонска област.
Основан е през 1791 година. Населението му е около 38 000 души.